# Chiesa anglicana di Tanzania
La Chiesa anglicana di Tanzania ((EN)   Anglican Church of Tanzania o ACT) è il membro tanzaniano della Comunione anglicana, con sede a Dodoma. La Chiesa è composta da 21 diocesi (20 sul continente ed 1 a Zanzibar). Si separò dalla provincia dell'Africa Orientale (nella quale era unita con la Chiesa anglicana del Kenya) nel 1970. L'attuale arcivescovo è Valentino Mokiwa, vescovo della Diocesi di Dar es salaam.

## Nome ufficiale
La Chiesa divenne parte della  provincia dell'Africa Orientale nel 1960. Dal 1970 al 1997 fu nota col nome di  Chiesa della provincia di Tanzania. Oggi il suo nome ufficiale è Chiesa anglicana di Tanzania o ACT.

## Struttura
Il governo della Chiesa anglicana di Tanzania è di tipo episcopale, come per le altre Chiese anglicane. La chiesa ha un sistema di parrocchie geografiche a loro volta organizzate in diocesi.
- Diocesi del Tanganica Centrale
- Diocesi di Dar es Salaam
- Diocesi di Kagera
- Diocesi di Kondoa
- Diocesi di Lweru
- Diocesi di Mara
- Diocesi di Masasi
- Diocesi di Morogoro
- Diocesi del Monte Kilimangiaro
- Diocesi di Mpwapwa
- Diocesi della Rift Valley
- Diocesi di Ruaha
- Diocesi di Ruvuma
- Diocesi di Shinyanga
- Diocesi del Tanganica sud-occidentale
- Diocesi delle Highlands meridionali
- Diocesi di Tabora
- Diocesi di Tanga
- Diocesi di Victoria Nyanza
- Diocesi del Tanganica occidentale
- Diocesi di Zanzibar

### Relazioni ecumeniche
Al pari di molte altre Chiese anglicane, la Chiesa anglicana di Tanzania è membro del Consiglio ecumenico delle Chiese.
La sua diocesi di Ruvuma è in piena comunione con la Comunione anglicana ortodossa dal 25 febbraio 2004.